# Catillon-Fumechon
Catillon-Fumechon ist eine französische Gemeinde mit 540 Einwohnern (Stand: 1. Januar 2022) im Département Oise in der Region Hauts-de-France. Die Gemeinde ist Teil des Arrondissements Arrondissement Clermont und ist Teil des Kantons Saint-Just-en-Chaussée. Die Einwohner werden Catillonais-Fumechonnais genannt.
Catillon-Fumechon gehört zum Gemeindeverband Communauté de communes du Plateau Picard.

## Geographie
Umgeben wird Catillon-Fumechon von den Nachbargemeinden Wavignies im Norden, Ansauvilliers im Norden und Nordosten, Quinquempoix im Nordosten, Saint-Just-en-Chaussée im Osten und Südosten, Nourard-le-Franc im Süden sowie Bucamps im Westen.

## Geschichte
Von 1826 bis 1834 war der Ort Remuchon Teil der Gemeinde von Catillon. 1960 wurden Catillon und Fumechon zusammengeschlossen.

## Bevölkerungsentwicklung
| 1962                       | 1968 | 1975 | 1982 | 1990 | 1999 | 2006 | 2013 |
| -------------------------- | ---- | ---- | ---- | ---- | ---- | ---- | ---- |
| 438                        | 432  | 411  | 405  | 460  | 517  | 565  | 536  |
| Quellen: Cassini und INSEE |      |      |      |      |      |      |      |

## Sehenswürdigkeiten
Siehe auch: Liste der Monuments historiques in Catillon-Fumechon
- Kirche Saint-Nicolas-Notre-Dame in Catillon aus dem 13. Jahrhundert mit Umbauten aus dem 16. und 18. Jahrhundert, Monument historique
- Kirche Saint-Lucien in Fumechon

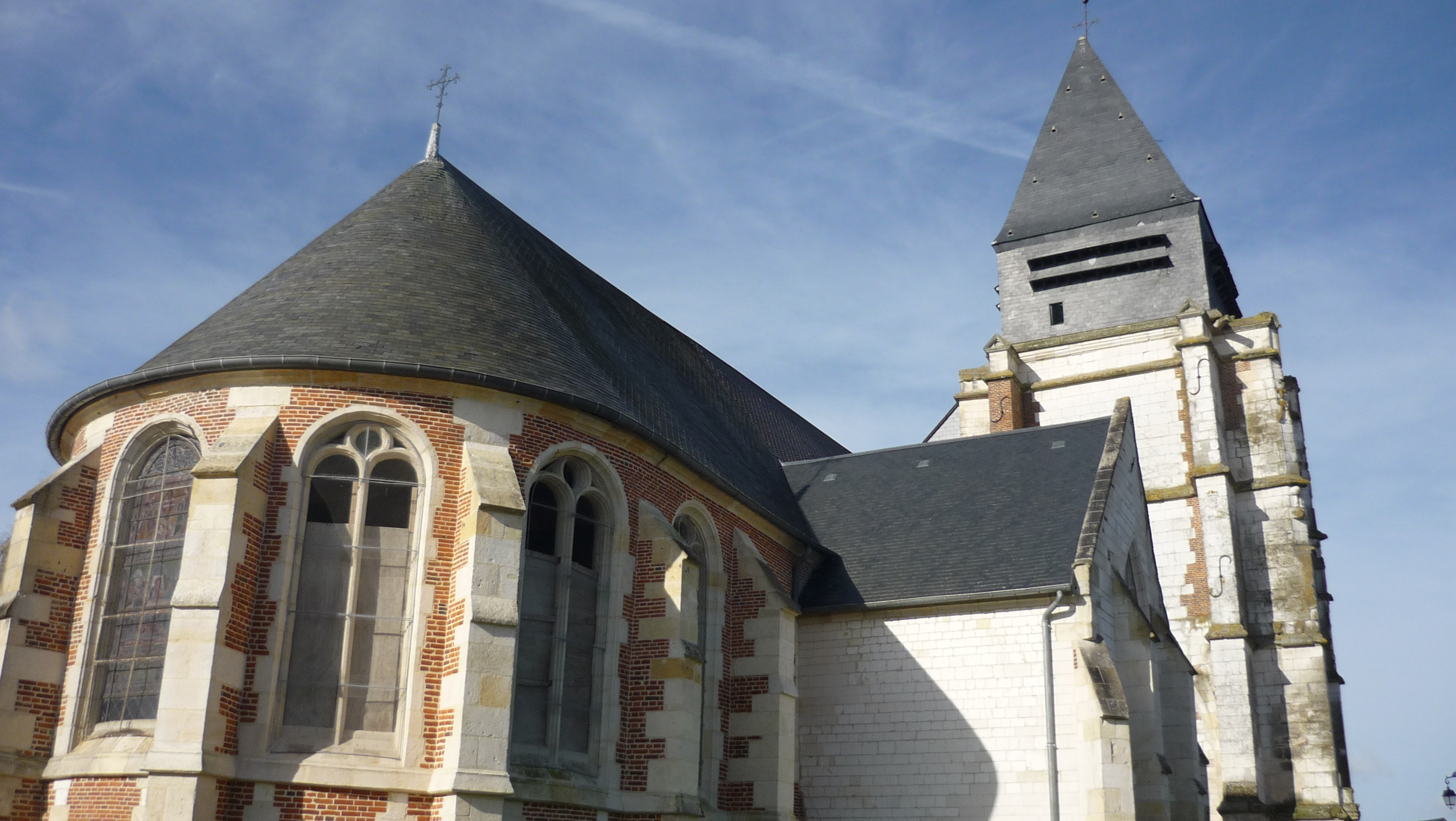
Kirche Saint-Nicolas-Notre-Dame
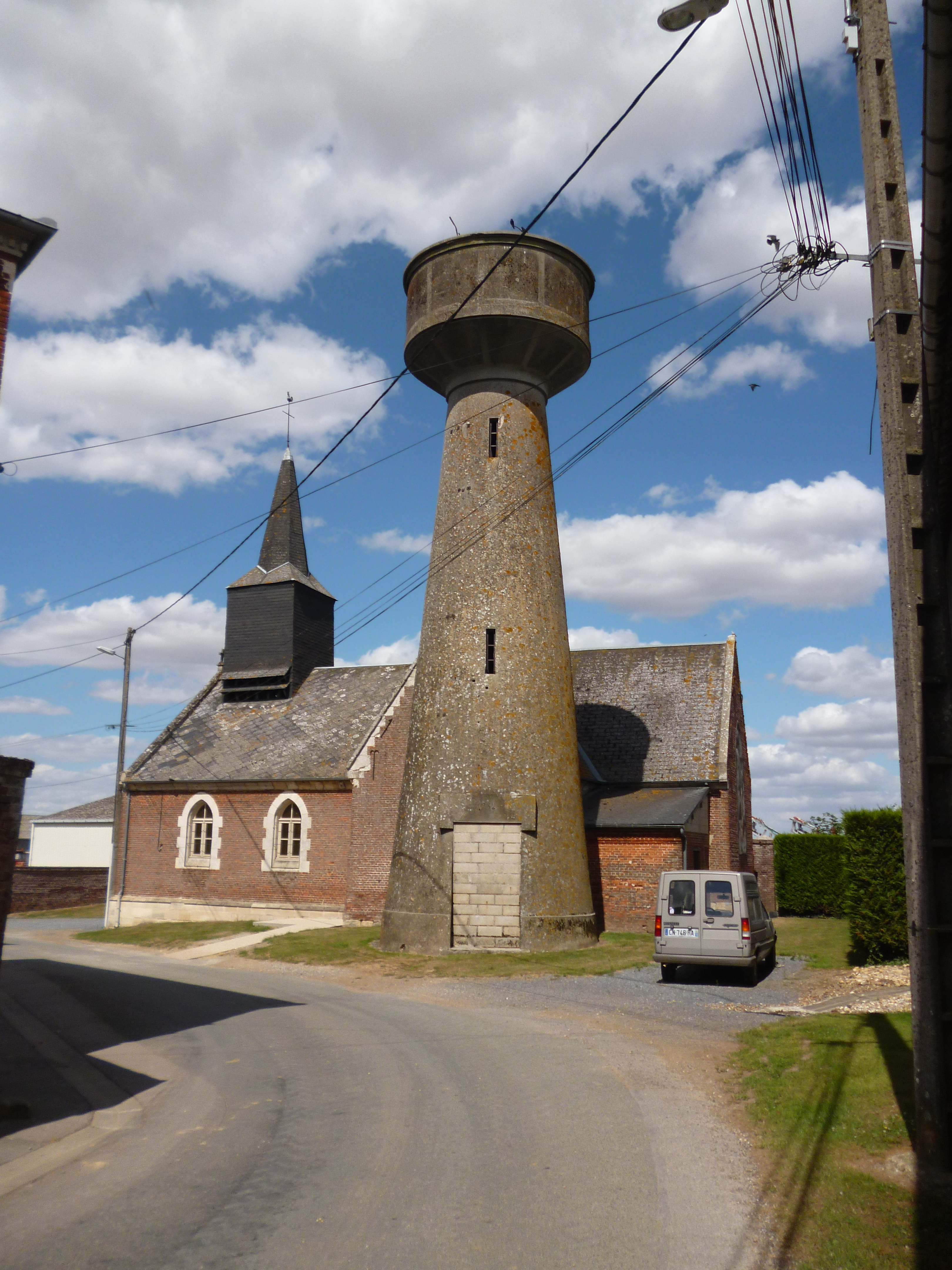
Kirche Saint-Lucien mit Wasserturm